# 桑桑丁
桑桑丁（法語：Sansanding），是馬里的城鎮，位於該國中部，由塞古區的塞古省負責管轄，面積315平方公里，海拔高度283米，2009年人口23,109，人口密度每平方公里73人。